# Религия в Туркменистане
В современном Туркменистане преобладает ислам (89%—90% верующих) суннитского толка. Европейские переселенцы исповедуют различные направления христианства: русские принесли на туркменскую землю православие (до революции в Ашхабаде было 11 православных храмов), немцы — лютеранство (сейчас в Туркменистане действуют три изолированные общины: в населенных пунктах Иолотань, Туркменбаши и Серахс), а поляки — католицизм. В древние времена на территории Туркменистана широко был представлен зороастризм и несторианское христианство, центром которого был город Мерв. В эпоху Сасанидов в Мерве существовала и буддийская община.
В современном Туркменистане существуют малочисленные общины пятидесятников, баптистов, адвентистов, бахаистов и кришнаитов — все они получили официальную регистрацию только в 2004 году. В нелегальном положении находятся свидетели Иеговы.

## Законодательство
Согласно статье 28 Конституции Туркменистана, граждане Туркменистана имеют право на свободу убеждений и их свободное выражение, а также на получение информации, если она не является государственной и иной охраняемой законом тайной. Государство гарантирует свободу религий и вероисповеданий, их равенство перед законом. Религиозные организации отделены от государства и не могут вмешиваться в государственные дела и выполнять государственные функции. Государственная система образования отделена от религиозных организаций и носит светский характер. Каждый человек самостоятельно определяет свое отношение к религии, вправе единолично или совместно с другими исповедовать любую религию или не исповедовать никакой, выражать и распространять убеждения, связанные с отношением к религии, участвовать в отправлении религиозных культов, ритуалов, обрядов согласно статье 28 Конституции Туркменистана.
Положение религиозных организаций и верующих регламентировано вступившим в силу в 2016 году законом Туркменистана «О свободе вероисповедания и религиозных организациях».

### Регистрация религиозных организаций
Статья 7 Закона 2016 года обязывает все религиозные организации зарегистрироваться и вводит запрет для организаций, «тайно осуществляющих религиозную деятельность». Для регистрации религиозной организации необходимо наличие инициативной группы не менее, чем из 50 совершеннолетних верующих, являющихся туркменскими гражданами и уплатить регистрационный сбор (ст.ст. 13, 16 Закона 2016 года). При этом зарегистрированная религиозная организация должна иметь устав (ст. 14 Закона 2016 года).

### Имущество религиозных организаций
Закон 2016 года закрепляет право религиозных организаций на владение собственностью, в том числе получаемой из-за рубежа, но требует обязательной регистрации всех программ иностранной безвозмездной и грантовой помощи (включая отчетов об их выполнении). Закон также закрепил передачу религиозным организациям на безвозмездной основе культовых зданий и иного имущества религиозного назначения, находящегося в государственной собственности (ст. 23).

### Обряды в закрытых государственных учреждениях
В медицинских учреждениях, в местах лишения свободы в социальных учреждениях закон 2016 года обязывает администрацию содействовать просьбам содержащихся в них граждан по приглашению священнослужителей (ст. 25).

### Религиозное образование
Закон 2016 года установил жесткий контроль над религиозным образованием:
- В государственных образовательных учреждениях обучение религии запрещено (ст. 8).
- Частное преподавание «духовного вероучения» запрещено (ст. 9)
- Обучение религии несовершеннолетних разрешено лишь с согласия не только родителей и с разрешения специальной Комиссии по работе с религиозными организациями и экспертизе ресурсов, содержащих религиозные сведения, издательской и полиграфической продукции в Туркменистане. При этом продолжительность обучения не может превышать 4 часов в неделю (ст. 8).
- Разрешено создание духовных образовательных учреждений. Однако к ним очень высокие требования — преподаватели религиозных дисциплин должны иметь религиозное образование и осуществлять свою деятельность с согласия вышеуказанной Комиссии (ст. 9), сами духовные учреждения обязаны получить лицензию.

### Государственные структуры по контролю за религиозными организациями
Закон 2016 года создал специальную Комиссии по работе с религиозными организациями и экспертизе ресурсов, содержащих религиозные сведения, издательской и полиграфической продукции в Туркменистане. Ее полномочия весьма широки (ст. 10 — 12):
- контроль за деятельностью религиозных организаций по исполнению ими законодательства о свободе вероисповедания, в том числе прием жалоб граждан на религиозные организации;
- утверждение в должности руководителя религиозной организации, центр которой находится за пределами Туркменистана;
- представление экспертных религиоведческих заключений, в том числе для суда;
- экспертиза ввозимой в страну религиозной литературы;
- внесение предложения по регистрации религиозной организации;
- внесение предложения по открытию религиозного образовательного учреждения.
- принятия решений (совместно с местными органами власти) о строительстве религиозного сооружения.

Местные органы власти также имеют некоторые полномочия (ст. 11 Закона 2016 года) — в частности согласовывают проведение религиозных обрядов за пределами культовых зданий.

### Генгеш (Совет) по делам религии
В Законе 2016 года существующий Генгеш по делам религии при президенте Туркменистана не упоминается. Этот орган был создан в 1994 году для надзора за религиозными организациями. В состав Генгеша были включены муфтий, заместитель муфтия, православный благочинный и гражданский чиновник. Члены Генгеша, несмотря на светский характер государства, стали получать жалованье из бюджета, также как и члены велаятских советов по делам религии (их возглавляют местные главные имамы). В соответствие с «Положением о Генгеше по делам религии при Президенте Туркменистана», Генгеш являлся государственным экспертным и консультативным органом по вопросам религий. Представители Генгеша участвовали в богослужениях, праздничных и других мероприятиях, проводимых религиозными организациями, а также во встречах с верующими. Например, в мае 2007 года с участием Генгеша была проведена выставка «Здоровый образ жизни» религиозной группой «Адвентисты седьмого дня», где с помощью наглядных пособий были продемонстрированы способы ведения здорового образа жизни и отвыкания от вредных привычек. При содействии Генгеша в апреле 2008 года в Туркменистане находился гражданин Германии пастор Андреа Шварц, который вёл проповеди, службы в Церкви «Адвентистов седьмого дня» в городе Ашхабад, посещал достопримечательности, памятники истории и мечети. По его просьбе 25 апреля 2008 года вместе с частью верующих указанной Церкви они участвовали в совершении пятничного моления совместно с мусульманами в одной из крупнейших мечетей Ашхабада. В рамках международной деятельности по осуществлению обмена опытом, духовного наставничества и попечения соответствующих религиозных общин, в апреле 2009 года в Ашхабаде находились граждане Германии Вольфганг Надольный и Томас Хэрм («Новоапостольская Церковь Туркменистана»), а также граждане Китая — супруги Шидваш и Джон Фарид («Религиозная организация Бахаи Туркменистана»).

### Религия и политика
Закон 2016 года жестко запретил создание политических партий на религиозной основе, а также создание и деятельность религиозных организаций, «цели и действия которых направлены на утверждение в государстве верховенства одной религии»(ст. 7). Впрочем до принятия этого закона в Туркменистане не было зарегистрированных политических партий, созданных на религиозной основе.

## Православие

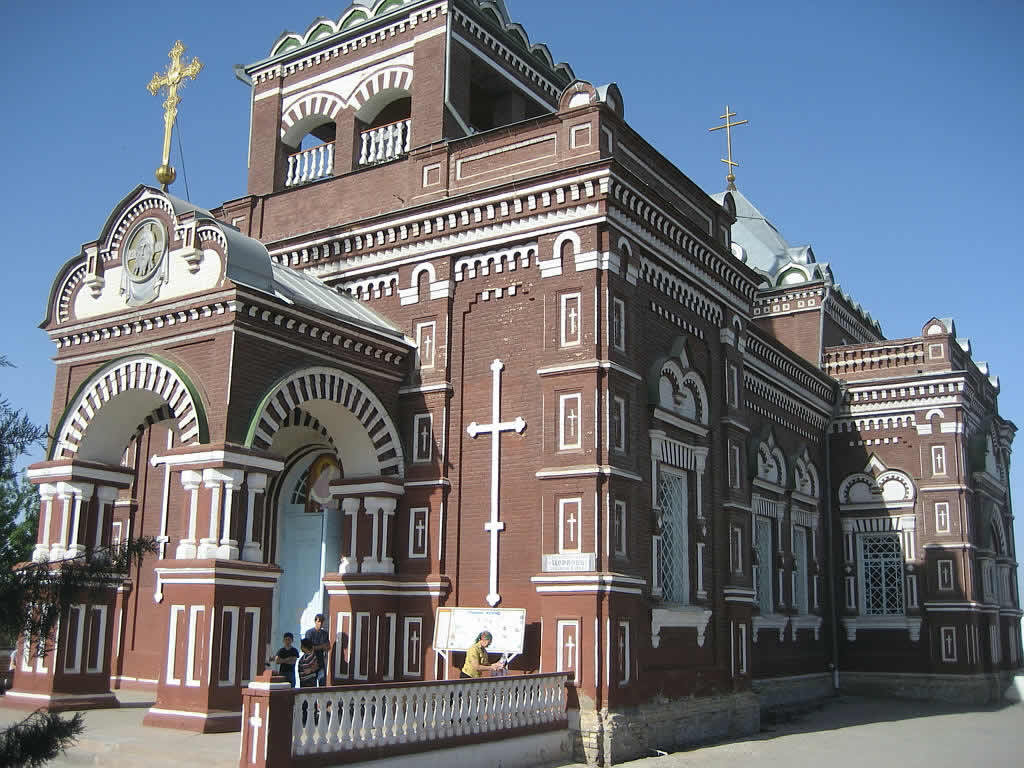
Православная Покровская церковь в Мары

В 2011 году число православных в Туркменистане было около 445 тыс. человек, примерно, 8 % населения страны.
Из православных церквей в стране представлена лишь Русская православная церковь. Православные приходы в Туркменистане административно объединены в благочиние Патриарших приходов.

## Протестанты
Несколько тысяч жителей Туркменистана являются прихожанами различных протестантских церквей. Первые протестанты (баптисты, меннониты, лютеране) появились в этом крае ещё в конце XIX века. В годы советской власти в республике возникла община адвентистов. В настоящее время в Туркменистане действуют несколько пятидесятнических объединения (общее число прихожан — 1,1 тыс.), два баптистских союза (несколько сот прихожан), лютеране, адвентисты, Новоапостольская церковь, Международная церковь Христа (реставрационисты) и движение евангельских христиан «Великая благодать». В мае 2004 года в Министерстве юстиции Туркменистана была зарегистрирована религиозная группа протестантского течения христианской религии «Адвентисты седьмого дня». Кроме этого, в июне 2004 года была зарегистрированы религиозная организация «Церковь Евангельских христиан-баптистов». В 2005 году были зарегистрированы религиозная организация «Церковь Евангельских христиан Великая благодать», религиозные группы «Церковь Христа» (Евангельские христиане), «Христиане
Полного Евангелия» (Евангелисты-протестанты), «Новоапостольская Церковь» (Новоапостольские христиане) и в Дашогузском велаяте «Свет Востока» (Евангельские христиане).

## Ислам

Главная мечеть в Мары. (см. Мечеть Гурбангулы-хаджи)

Первые мусульмане на территории современном Туркменистане появились во времена Арабских завоеваний. Обширная исламизация началось в сельджукский период. Среди исповедующих ислам около 80 % — туркмены, около 10 % — узбеки, 3 % — казахи, оставшиеся — азербайджанцы, белуджи и другие народности. В небольших районах вдоль границы с Ираном и в городе Туркменбаши проживают мусульмане-шииты, представленные иранцами, азербайджанцами, курдами.
Соответствующими постановлениями Президента Туркменистана ежегодно отмечаются религиозные праздники Ураза-байрама по завершении месяца Рамадана (1 нерабочий день) и Курбан-байрама (3 нерабочих дня). По официальным данным (2010 год) в стране было 398 мечетей.

## Другие религии
Из них 100 организаций зарегистрированных в Туркменистане 10 представляют различные религиозные организации, исповедующие другие религии. В июне того же 2004 года зарегистрирована религиозная организация «Бахаи». Кроме этого, в июне 2004 года была зарегистрирована религиозная группа «Общество Сознания Кришны».